# Rdzeń nadnercza

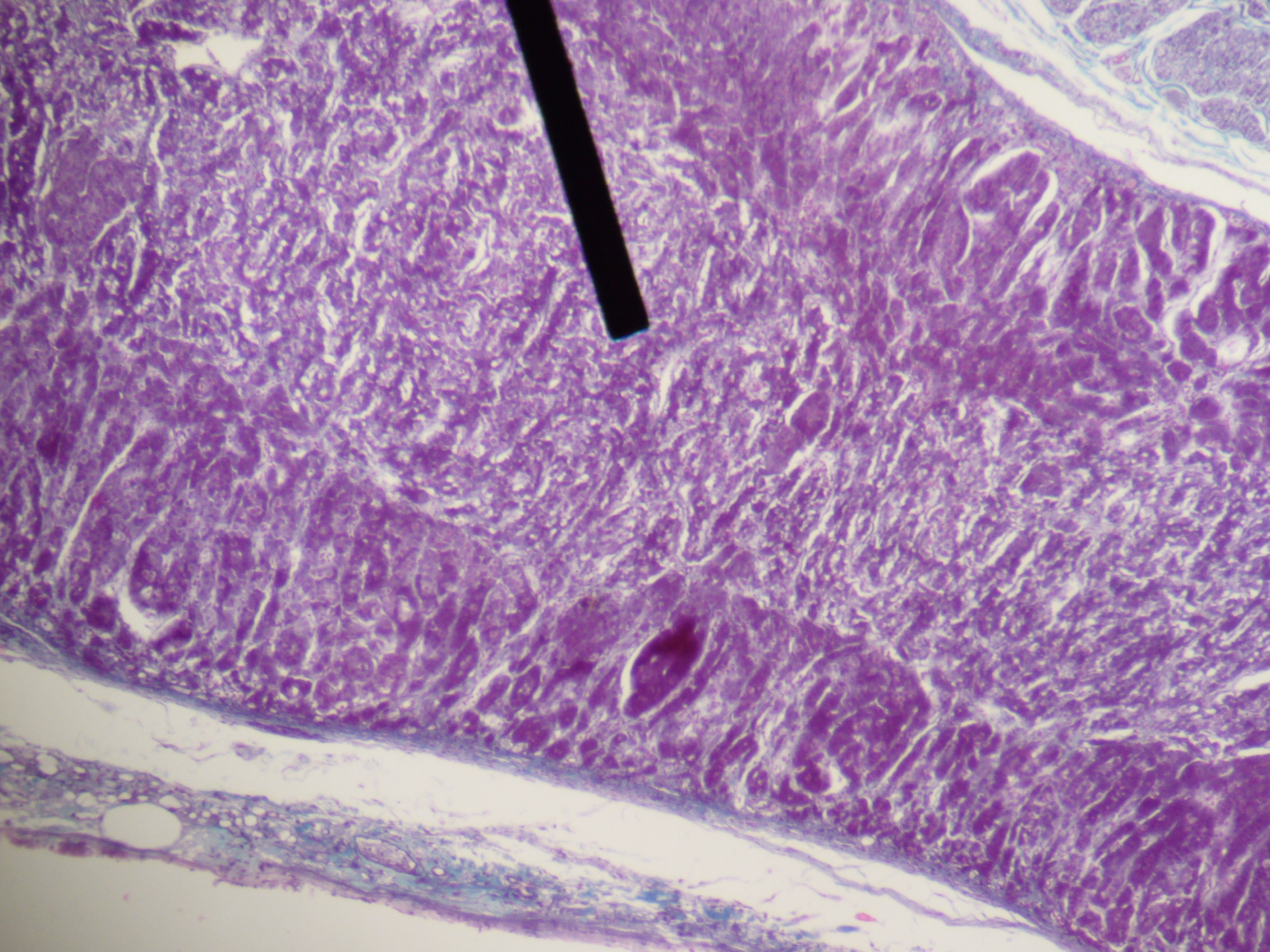
Rdzeniowa część nadnercza.

Rdzeń nadnercza – w anatomii ssaków centralna część nadnercza, powstająca z neuroektodermy. 
Rdzeń nadnercza zbudowany jest głównie z dużych, wielościennych komórek chromochłonnych, układających się w gniazda i beleczkowate pasma, opartych na sieci włókien siateczkowych i oplecionych licznymi naczyniami włosowatymi zatokowymi i żyłami. Pomiędzy nimi znajdują się także nieliczne wielobiegunowe komórki zwojowe i przedzwojowe układu współczulnego.
Komórki chromochłonne rdzenia nadnercza zawierają w cytoplazmie liczne ziarnistości wydzielnicze o średnicy 150–350 nm, wydzielające i przechowujące katecholaminy: adrenalinę (epinefrynę) i noradrenalinę (norepinefrynę). Ich wydzielane stymulowane jest przez układ współczulny pod wpływem stresu i silnych emocji.